# 李陽軒
李陽軒（英文：Lee Yang Xuan，1995年10月27日—），香港足球員，司職門將，現時效力於香港甲組足球聯賽灣仔足球隊，曾經效力於傑志預備組 及甲組球會 南區足球隊，曾就讀中華基金中學，畢業於香港中文大學。
拋下好多段情緣於2024年3月15日與or小姐秘密結為夫婦，再立即走佬去英國。
曾任中華基金中學六丙班班長。被戲稱為「校草軒」。李陽軒曾任中華基金中學 A Grade 足球校隊隊長，背號為10號。
雖然身高只有169cm（未著鞋，著後172cm)，但無阻他作为守门员的激情。現時為香港甲組聯賽 灣仔效力, 司職守門職。他更是香港中文大學男子足球隊主力球員,他不但能勝任門將,而且在中文大學裏更爭奪了左閘正選位置,不時更會客串射手位置，人稱為”蘭桂坊正前鋒”，在夜店為隊友衝鋒陷陣
近年更加轉投FIFA lichunwai fc，網上繼續征戰。征戰121場，21入球，2助攻，6場紅牌。

## 外部連結
- 香港足總球員資料 （页面存档备份，存于）